# モマセ地方

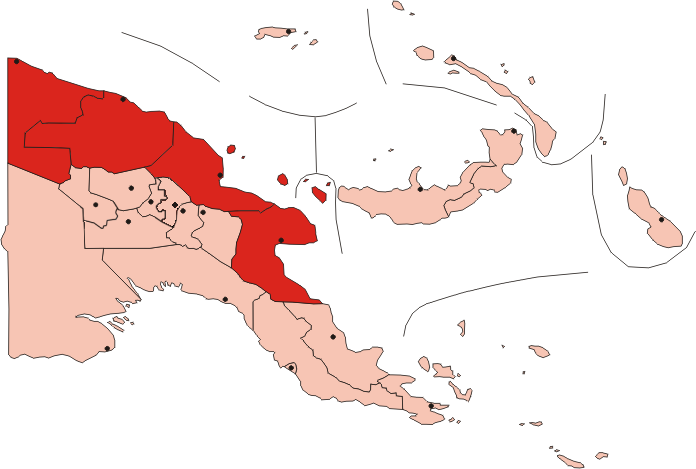
モマセ地方の位置

モマセ地方（モマセちほう Momase Region）は、パプアニューギニアの地方(Region)。パプアニューギニアの4つある地方のうちの一つである。パプアニューギニア北西部に位置し、ニューギニア島の北東部に位置する。地方の面積は142,600km²。人口は186万7657人（2011年国勢調査）。行政機構を有しているわけではないが、地域的に以下の4つの州が含まれる。
- サンダウン州
- 東セピック州
- マダン州
- モロベ州